# 광주선우학교
광주선우학교는 광주광역시 북구 일곡동에 있는 공립 특수학교이다. 청각장애 학생과 지적장애 학생을 위한 특수교육기관으로 유치부, 초등부, 중학부, 고등부, 전공과를 두고 있다.

## 연혁
- 2013년 3월 1일 : 개교